# Pomatorhinus gravivox
La cimitarra rayada (Pomatorhinus gravivox) es una especie de ave paseriforme de la familia Timaliidae propia del sudeste asiático.

## Distribución y hábitat
Se encuentra en las montañas del este de Asia, distribuido por China, Birmania, y el norte de Laos y Vietnam. Su hábitat natural son los bosques húmedos subtropicales de montaña.